# Henry Pollexfen
Henry Pollexfen (1632 - 15 juin 1691) de Nutwell dans la paroisse de Woodbury, Devon, est Lord Chief Justice of the Common Pleas.

## Origines
Selon Eliott-Drake (1911), il est le fils aîné d'Andrew Pollexfen (un petit-fils cadet de John Pollexfen de Kitley dans la paroisse de Yealmpton dans le Devon) de Stancombe Dawney dans la paroisse de Sherford, Devon, et de son épouse Joan Woollcombe, fille de John Woollcombe de Pitton dans la paroisse de Yealmpton dans le Devon. Henry est le frère aîné de John Pollexfen (en), député, économiste politique. Cette filiation diffère de celle donnée dans le pedigree des Visites héraldiques du Devon (édition 1895), qui semble donc peu fiable.

## Carrière
Il entre à l'Inner Temple en 1652, est admis au barreau en 1658 et en 1662, il plaide devant les hautes cours de Westminster Hall. En 1674, il devient conseiller à Inner Temple et est le principal praticien du circuit occidental, plaidant fréquemment au banc du roi. En 1676, il défend Stockbridge dans le Hampshire, sur une accusation de Quo warranto, qu'il perd. Il est souvent avocat dans diverses affaires politiquement chargées et perd régulièrement. Il a pour clients les seigneurs impliqués dans le complot papiste, le comte de Danby et comme l'un des nombreux avocats d'Edward Fitzharris (en), Stephen College (en) et Algernon Sydney, qui sont tous exécutés plus tard. Avec George Treby (juge) (en) et Francis Winnington, il défend Londres sur une deuxième accusation de Quo warranto en 1683, arguant que les sociétés ne peuvent pas être accusées d'actes répréhensibles d'individus. Il perd, et en 1684, on lui demande de prendre une affaire similaire pour Berwick-upon-Tweed, cette fois en conseillant de se rendre.
En 1688, il est nommé juge et conseille la Chambre des lords sur la légalité des saisies Quo warranto. Après l'arrivée de Guillaume III d'Orange-Nassau en 1688, il est un proche conseiller et cherche à le persuader de se déclarer roi, arguant du fait que le trône est vacant en raison de la fuite de Jacques II, affirmant que James est parti parce que la terreur de sa propre conscience l'effrayait. William ne s'est pas proclamé roi selon les conseils de Pollexfen, mais en récompense de ses services, Pollexfen est fait chevalier et nommé procureur général en mars, et nommé juge en chef des plaids communs le 6 mai 1689. À la fin de 1689, il est élu député représentant Exeter au Parlement de la Convention de 1689, où William se voit officiellement offrir la couronne.

## Mariage et enfants
En 1664, âgé de 32 ans, il épouse Mary Duncombe, fille de George Duncombe (d.1677) de Weston dans la paroisse d'Albury, et de Shalford dans le Surrey, et sœur de Francis Duncombe, 1er baronnet (mort en 1670) de Tangley Park dans le Surrey, par qui il a un fils (qui est mort sans enfant) et quatre filles :
- Henry Pollexfen (d.1732), de Nutwell, fils et héritier, qui épouse Gertrude Drake (1669-1729), une fille de Francis Drake (3e baronnet) (1642-1718) de Buckland Monachorum dans le Devon, et de sa première épouse Dorothy Bampfylde, une fille de John Bampfylde (1er baronnet) [9] de Poltimore, Devon. Il meurt sans enfant, laissant ses quatre sœurs comme cohéritières. Nutwell passe finalement à la famille Drake, par l'intermédiaire de sa sœur Elizabeth Pollexfen.
- Mary Pollexfen (d.1722), qui épouse John Buller (1668-1701) de Keverell en Cornouailles, député de Lostwithiel en 1701[10], fils unique et héritier présomptif de John Buller (1632-1716), député de Morval et de Shillingham près de Saltash, tous deux en Cornouailles.
- Elizabeth Pollexfen (d.1717), héritière de Nutwell, qui en 1689 épouse (comme troisième épouse) Francis Drake (3e baronnet) (1642-1718) de Buckland Monachorum, le beau-père de son frère. Elle est la mère de Francis Drake (4e baronnet) (1694-1740).
- Anne Pollexfen, qui épouse George Duncombe de Shephill dans le Surrey, le petit-neveu de sa mère[7].
- Jane Pollexfen, qui épouse le capitaine Francis Drake (1668-1729), (cousin germain du 3e baronnet), dont le monument subsiste dans l'église St Andrew de Plymouth[11].

Après avoir été juge en chef pendant deux ans, Pollexfen est décédé d'une hémorragie cérébrale à son domicile de Lincoln's Inn Fields le 15 juin 1691.

## Sources
- Crossette, JS, biographie de Pollexfen, Henry (c.1632-91), de Woodbury, Devon et Lincoln's Inn Fields, Londres, publiée dans History of Parliament : the House of Commons 1660-1690, éd. BD Henning, 1983
- Eliott-Drake, Elizabeth (Lady Eliott-Drake) (1840-1923) (née Douglas, fille de Sir Robert Andrews Douglas, 2e baronnet de Glenbervie et épouse de Sir Francis George Augustus Fuller-Eliott-Drake, 2e baronnet (1837- 1916) de Nutwell Court et Buckland Monachorum ), Family and Heirs of Sir Francis Drake, Vol. II, Londres, 1911, p. 55-9  ;